# Ярмът: Рибарски лодки напускат пристанището
"Ярмът: Рибарски лодки напускат пристанището" (на английски: Yarmouth: Fishing Boats Leaving Harbour) е британски късометражен документален ням филм от 1896 година на продуцента и режисьор Бърт Ейкрис, показващ малка флотилия от риболовни гемии, която напуска пристанището в Грейт Ярмът, Норфолк, Великобритания.

## Сюжет
Камерата показва три рибарски лодки да напускат пристанището в Грейт Ярмът. На първата се вижда само задната част, когато тя излиза от кадъра вдясно. Втората, наречена „Thrive“ и регистрирана под номер YH 120 е теглена от буксирен параход. Трета рибарска лодка на име „I Will“ и с номер YH 723, плава с опънати платна отляво по посока изхода на пристанището.

## Продукция
Снимките на филма протичат през юни или юли 1896 година и той е първият, заснет в Източна Англия. Сниман е със стационарно разположена камера на кея Горлистън, намиращ се в края на пристанището и показва панорамен изглед на Грейт Ярмът. Той е един от общо два филма, заснети от Ейкрис там. Вторият, чиято премиера е била през идната година, не е оцелял до наши дни, но за него е известно, че показва как пътници се качват или слизат от екскурзионна лодка на брега на морето.
Подобно на повечето документални филми, заснети през този период, и този има повече от едно екранно заглавие (познат е също като „Ярмътски траулери“ (на английски: Yarmouth Trawlers)), но това с което става общоизвестен се базира на съдържанието му и препратките в съвременните източници.

## Реализация
„Атрактивният викториански филм“, както е определен от киноисторика Крисчън Хейс от BFI Screenonline е част от програма, състояща се от двадесет и един филма, представена от Бърт Ейкрис пред кралското семейство на 21 юли 1896 година, ден преди сватбата на принцеса Мод и принц Чарлз Датски, в едно от най-ранните кралски филмови представления.
В продължение на дълги години филмът е бил смятан за изгубен, но през 1995 година кадри, открити в частна колекция са идентифицирани от BFI като част от него. Според Патрик Ръсел от BFI тази „разлагаща се лента“ е открита и възстановена точно навреме за честването през 1996 година на стогодишнината от първата кинопрожекция във Великобритания. От своя страна Хейс заключава, че лошото състояние, в което е намерен филма, го прави още по-интригуващ и предизвикателен.